# Birotići
Birotići su naseljeno mjesto u općini Foča, Republika Srpska, BiH. Smješteno je na desnoj obali rijeke Drine.

## Stanovništvo
| Narod     | Popis 1961. | Popis 1971. | Popis 1981. | Popis 1991. |
| --------- | ----------- | ----------- | ----------- | ----------- |
| Hrvati    |             |             |             |             |
| Muslimani |             |             |             |             |
| Srbi      | 169         | 144         | 77          | 62          |
| ostali    |             |             |             |             |
| Ukupno    | 169         | 144         | 77          | 62          |